# Plaça de l'Ajuntament (Sant Sadurní d'Anoia)
La Plaça de l'Ajuntament és una obra amb elements eclèctics i modernistes de Sant Sadurní d'Anoia (Alt Penedès) inclosa a l'Inventari del Patrimoni Arquitectònic de Catalunya.

## Descripció
La plaça de l'Ajuntament està situada al centre de la vila, sobre l'eix del carrer del Dr. Escayola-Hospital. És de planta sensiblement rectangular, amb circulació i arbres perimetrals. Té edificis representatius (Casa de la Vila i Casa Josep Mestres, ambdues de finals del segle XIX) i en conjunt respon a les característiques de l'arquitectura eclèctica i modernista.

## Història
El desenvolupament de la plaça es va fer sobre l'eix històric de creixement que enllaça l'església amb el carrer del Raval. Actualment és el centre terciaritzat de la vila.